# Ballad opera

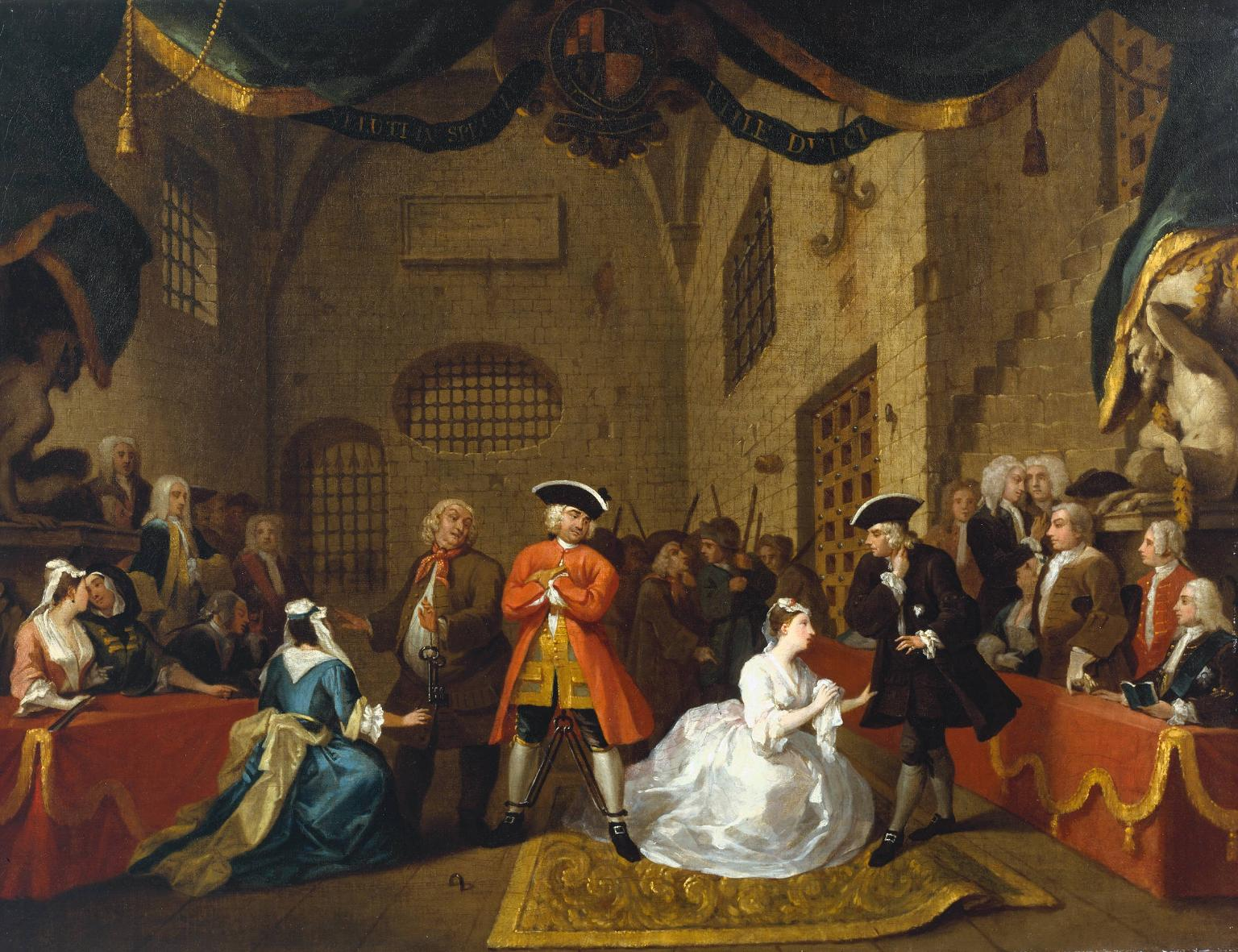
William Hogarth festménye a Koldusopera előadásáról (1728 körül)

A ballad opera egy 18. században kialakult angol színjáték forma, az opera egyik jellegzetes szigetországi változata. 
A műfajt John Gay teremtette meg 1728-ban, Koldusopera (The Beggar’s Opera) című munkájával, amihez a zenét Johann Christoph Pepusch írta, illetve állította össze. A ballad opera 18. század közepén érte el népszerűségének tetőfokát. A műfajt gyakran a 18. századi londoni operai világ tiltakozásának tekintik az olasz opera hódításával szemben. Általános jellemzője, hogy a mű prózai részek és ismert népdalok vagy románcok láncolata. Ezek a dalok a kor ismert dallamai, vagy azoknak átdolgozott változatai. További jellegzetessége a szatirikus hangvétel, amellyel a domináló olasz operaműveket parodizálja, gúnyolja ki, néhol csípős, trágár szövegeket alkalmazva. 
A műfaj további képviselői Charles Coffey, Isaac Bickerstaffe, William Shield, Richard Brinsley Sheridan és Charles Dibdin voltak.